# 한국인권문제연구소
한국인권문제연구소는 망명 중 이었던 김대중 초대 이사장 겸 소장이 문동환 목사, Harvey 목사, 이근팔 선생, 유종근 박사, 임병규 박사, 이영작 박사 등과 함께 1983년 7월에 설립한 비영리 단체이다.
인권연은 한국 군사독재정권의 인권탄압을 전 세계에 알리고 민주주의 정착을 위하여 미국 워싱턴을 중심으로 활동해 왔다. 1986년 10월, The New York Times 지는 인권연을 망명대사관과 같다고 말하면서 한국에 관련된 미 의회 법안에 인권문제연구소의 입김이 닿지 않은 법안이 없다고 소개한 바 있다.
인권연은 한국의 민주주의와 인권 이외에도 재외동포를 위한 정책을 연구하고 옹호하였고, 1998년 제정된 재외동포법의 기초를 마련하기도 하였다.
인권연의 역사는 초대 이사장이셨던 김대중 대통령의 당선 이전과 이후로 나뉘어 있다. 평화적인 민주 정부로의 교체가 이루어진 뒤 인권연은 모든 정치 활동을 중단하고 오로지 재외동포에 대한 정책과 인권 보호를 위하여 초당적으로 활동하고 있다.

## 역사
한국인권문제연구소는 1983년 김대중 선생께서 미국 망명 중 설립하신 비영리단체다. 김대중 선생이 미국 망명 생활 중에 당면하였던 가장 큰 문제 중의 하나는 미국인들의 한국에 대한 잘못된 선입관이었다. 많은 미국 지성인들과 지도자들은 한국을 비롯한 유교영향권 나라들은 민주주의를 할 능력이 없는 나라라고 낙인을 찍고 있었다. 미국 정치지도자들은 불행했던 한국전쟁을 기억하고 있었고， 북한 공산당이 남한에 총구를 겨누고 있는 상황에서 민주주의가 급한 것이 아니라 남한 정권의 안정만이 미국의 최대 관심사였던 것이다， 결국 1980년 광주사태 당시 미국은 민주주의 발전을 소홀히 한 채 남한의 안정만을 강조하다가 결국 일을 그르치게 되는 우를 범하게 된 것이다.
1982년 12원 23일， 김대중 선생이 미국에 망명하여 정착할 아파트도 구하지 못한 채 워싱턴 근교 수녀원에서 가족과 함께 묵으시면서 제일 처음으로 하신 일은 미국인들의 도덕적 지지틀 호소하는 일이었다. 83년 정초 CNN과의 Interview에서 한국의 민주화운동에 도덕적 지지를 하여줄 것을 부탁하는 말씀으로 김대중 선생의 미국 내에서의 활동이 시작되었다. 김대중 선생은 CNN과의 인터뷰에서, "I don’t advocate the Reagan Administration’s interference to our domestic affairs. We only need their moral support and we only ask them not to support dictatorial rule in Korea. Then the realization of democracy and the realization of human rights should be a matter of our business, not America’s business."라고 강조했다.
이 연설을 시작으로 선생은 미국의 지성인들과 대학교수， 정책 입안자， 정치지도자들에게 한국이 민주주의를 할 수 있는 능력이 있는 나라이며, 미국은 한국의 독재를 지원하지 말고 한국의 민주주의를 도덕적으로 또 정신적으로 지원하여 달라고 호소했다. 미국 전역을 다니면서 대학과 국제정치 연구기관의 연설을 통하여 적극적으로 강조하였다.
당시 미국의 인권단체들 가운데 김대중 선생이 자신의 단체에 가입하여 활동하기를 바라는 단체들이 많았다. 예를 들면 ”필리핀의 김대중”이라 하는 Ninoy Aquino 역시 International Center for Development Policy 라는 단체에서 필리핀의 민주화 활동을 하고 있었으며, 신한국당 국회의원이었던 이신범 씨 역시 그곳에 속하여 활동하고 있었다. 그러나 김대중 선생은 그와 같은 제의를 단호히 거절하고 ”우리나라 민주주의는 우리 손으로”라는 한가지 일념으로 한국인권문제연구소를 설립하고 이를 중심으로 활동했다.
미국에서 비영리 교육단체에 헌금하는 것은 세금공제가 되기 때문에 한국인권문제연구소를 발족시키면서 비영리단체로 등록을 하라는 인권변호사들의 제의를 받아들여 83년 7월 한국인권문제연구소를 정식으로 출범시켰다. 출발 당시 김대중 선생이 이사장 겸 소장을 맡았고 이근팔 선생이 김대중 선생의 비서 겸 사무총장으로 일했다. 이근팔 선생은 외교관 출신으로 영어에 아주 능할 뿐 아니라 성격이 대쪽같이 곧은 분이었다. 초대 이사진은 김대중 선생， 문동환 목사， Harvey 목사, 이영작 박사 등 6-7명에 불과하였다. 당시 이사로 참여한 분들은 모두 영어가 유창하여 미 의회와 행정부, 언론, 정책연구소 등을 대상으로 한국에 대한 인식을 바꾸는 데 크게 기여했다.
한국인권문제연구소는 1998년 김대중 선생이 대통령에 취임하면서 잠정적으로 문을 닫았다가 2007년 김대중 대통령이 워싱턴에서 구 인권연 동지들을 초대하여, "대통령이 된 뒤에도 인권연 동지들에게는 아무것도 해 준 것이 없다. 조국의 민주주의를 위해 아무런 대가도 없이 헌신해 온 동지들에게는 미안한 마음이지만 민주주의 수호를 위해 다시 한번 노력해 달라"고 당부하였다. 이에 한국인권문제연구소 구 중앙이사들이 모여 한민족경제비전연구소라는 이름으로 잠시 활동하다가 2018년에 신대식 목사, 김치환(전 사무총장), 윤득중, 고대현, 배태일 박사(전 소장), 장현석(전 기획간사), 안정원(전 총무간사) 등 다수가 중심이되어 다시 한국인권문제연구소를 정식으로 재건하였다.